# Galaktyka soczewkowata

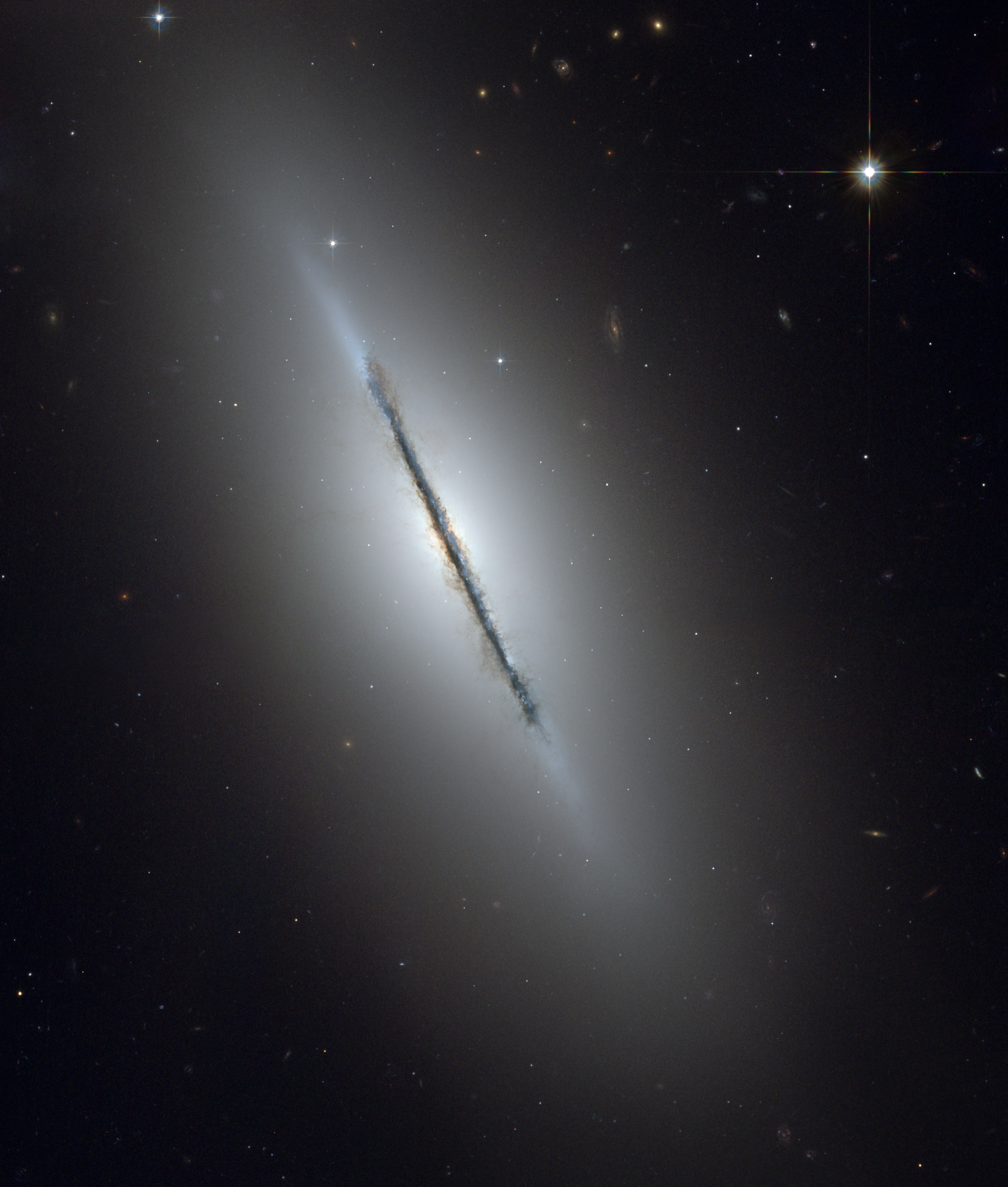
Galaktyka soczewkowata NGC 5866 w gwiazdozbiorze Smoka

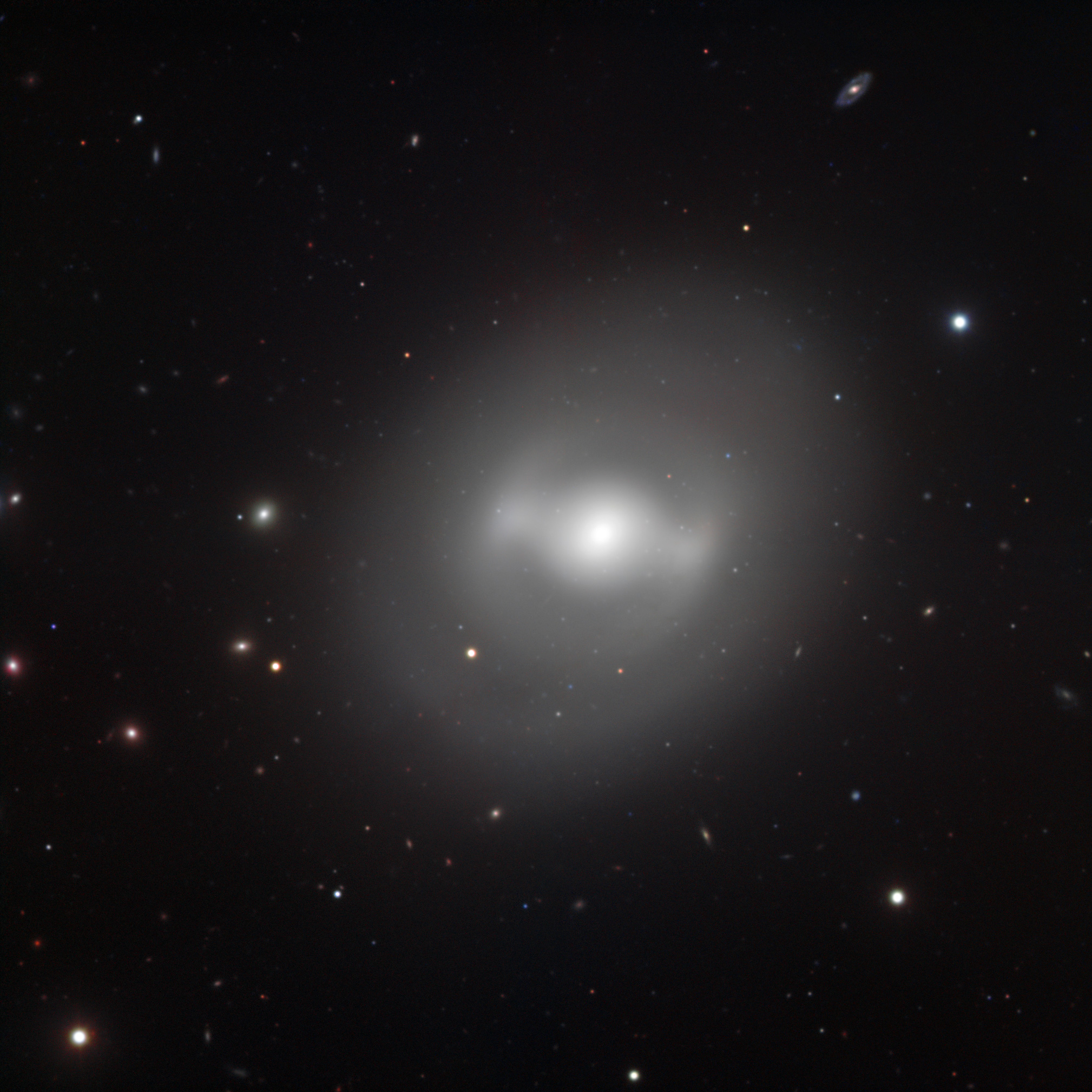
Galaktyka soczewkowata z poprzeczką NGC 936 (zdjęcie ESO)

Galaktyka soczewkowata – galaktyka w kształcie soczewki. Prototypem jest NGC 3115 w Sekstancie czy Galaktyka Wrzeciono. Jest to typ pośredni pomiędzy galaktyką eliptyczną a spiralną. Oznaczane są symbolami S0, SB0, E8.
Jądro jest podobne do silnie spłaszczonej galaktyki eliptycznej, natomiast wokół znajduje się dysk, ale bez żadnych śladów struktury spiralnej. Galaktyki te nie zawierają młodych gwiazd ani materii międzygwiezdnej, co jest typowe dla galaktyk eliptycznych.
Podobnie jak galaktyki spiralne, niektóre galaktyki soczewkowate mogą mieć poprzeczkę. Ten typ oznaczany jest jako SB0. Przykładem galaktyki soczewkowatej z poprzeczką jest NGC 936.
Najbardziej znaną galaktyką tego typu jest niewidoczna na naszym niebie Centaurus A, czyli C77 lub NGC 5128. Galaktyki soczewkowate z eliptycznymi stanowią 18% wszystkich galaktyk.
Występują powszechnie w gromadach galaktyk.